# Jan Křtitel Ignác Wolf
Jan Křtitel Ignác Wolf (německy Johann Baptist Ignaz Wolf; 16. dubna 1716 Chotusice – 5. září 1791 Praha) byl český varhaník a hudební skladatel.

## Život
Základy hudebního vzdělání získal od svého otce Pavla (Paula), ředitele školy v Chotusicích na Čáslavsku. Roku 1726 v deseti letech věku odešel studovat na jezuitské gymnázium do nedaleké Kutné Hory, kde své hudební znalosti dále rozvíjel pod vedením tamního varhaníka Wulterina, od kterého získal také vzdělání v generálbasu. V Kutné Hoře také přijal (patrně biřmovací) jméno Ignác. Po dokončení školy odešel do Prahy, kde studoval filosofii v Klementinské koleji. Dále získal studijní papežské stipendium v jezuitském semináři sv. Václava a varhanické místo v tamním kostele Nejsvětějšího Salvátora. Studium ale zanechal a nastoupil na místo varhaníka ve východočeských Hořicích, kde působil čtyři roky a šest měsíců. Z Hořic se přestěhoval blíže svému rodišti, přijavše varhanický post v Kolíně, kde se také oženil, roku 1738 si vzal Annu Jeržabkovou. V Kolíně působil Wolf stejně dlouho, jako předtím v Hořicích a v roce 1744 odchází do Prahy, kde získává místo varhaníka v premonstrátském konventním kostele Nanebevzetí Panny Marie na Strahově. O čtyři roky později, roku 1748 se stal varhaníkem katedrály svatého Víta, kteroužto pozici zastával až do své smrti. Zástupcem mu byl Josef Prokop. Ve funkci strahovského varhaníka ho od 1. září 1790 vystřídal Jan Křtitel Kuchař. Věnoval se také pedagogické činnosti – jeho žáky bylo mnoho varhaníků z různých řeholních řádů, např. plaští cisterciáci Jeroným Brixi a Rafael Zubert či františkán Šimon Sixta († 16. března 1793, Slaný).
Z jeho kompozic jsou Dlabačem v jeho biografickém slovníku zmiňovány varhanní preludia a fugy a dále devítihlasé nešpory, jež vyšly tiskem.
Jako teoretik generálbasu musel být velmi uznávaný, neboť byl jedním z autorů poznámek ke 4. vydání spisu Georga Andrease Sorge Anweisung zum General-Baß, und zur Composition teoretikem Friedrichem Wilhelmem Marpurgem. Pochvalně se o Wolfovi zmiňuje i Charles Burney ve svém hudebním cestopise Tagebuch einer musicalischen Reise durch Frankreich und Italien.